# Aldo Busuttil
Aldo Busuttil n. 16 iunie 1981, Malta) este un cântăreț maltez.
A făcut studiile de licență la Universitatea din Malta.
În anul 2000 a început să ia lecții de canto fiind membru al corului de muzică de cameră „Amadeus” dirijat de Brian Cefai. Și-a continuat studiile de canto cu Alice Horne, fondatoarea Operei din Malta, apoi cu soprana Antoinette Miggiani și, din 2009, sub coordonarea lui Vincenzo Manno, tenor la Teatro alla Scala din Milano.
Aldo Busuttil și-a făcut debutul ca solist la Festivalul Studențesc al Universității din Malta din 2001. După aceea a devenit colaborator al posturilor de radio și televiziune din Malta și a participat la diferite festivale locale. 
A concurat de două ori reprezentând Malta la Concursul Muzical Eurovision, prima oară în 2005 cu cântecul Addio Ciao de Ralph Siegel și a doua oară în 2009, cu Tonight at the Opera de John O’Flynn, clasându-se în ambele competiții pe locul 5.